# Fontaine gothique de Beblenheim
La fontaine gothique de Beblenheim est un monument historique situé à Beblenheim, dans le département français du Haut-Rhin.

## Localisation
Ce bâtiment est situé à Beblenheim.

## Historique
L'édifice fait l'objet d'un classement au titre des monuments historiques depuis 1922.